# Lac de Neves
Le lac de Neves (en allemand : Neves-Stausee ou Neveser See ; en italien : Lago di Neves) est situé au sommet de la valle dei Molini, une vallée latérale de la vallée d'Aurina dans le Tyrol du Sud. 
Pour atteindre le lac, depuis le village de Selva dei Molini, il faut se rendra au village de Lappago, à 1 430 m d'altitude. De là, la meilleure solution consiste à faire une excursion à pied en une heure environ pour rejoindre le lac. L’alternative est de continuer en voiture, sur une route étroite et escarpée de 5 km, pas toujours ouverte (surtout en hiver). 
Le lac, avec son parking adjacent, est également un point de départ important pour de nombreuses randonnées en haute montagne. Il est possible de rejoindre les refuges Passo Ponte di Ghiaccio et Gran Pilastro, pour ensuite atteindre le sommet du Gran Pilastro (3 510 m). 

## Le barrage
Le lac de Neves est en fait un lac artificiel et son barrage est le plus haut du Tyrol du Sud : il mesure 94,66 m de haut, soit 8 m de plus que le barrage de Green Lake situé dans la commune d'Ultimo. Le barrage est géré par SE Hydropower, une société détenue conjointement par ENEL et SEL.

### Caractéristiques
- Début des travaux : 1962
- Fin des travaux : 1963
- Type : barrage voûte en béton
- Volume de la retenue d'eau : 14 000 000 m3
- Altitude de la fondation : 1 767 mètres
- Altitude crête : 1 857,50 m
- Longueur crête : 240 m
- Epaisseur à la base : 14 m
- Epaisseur en crête : 2,50 m
- Volume de béton mis en œuvre : 105 000 m3.